# Тринованти
Триновантите, или тринобанти, са келтско племе, живяло в предримска Британия.
Заемат територия в югоизточната част на о-в Великобритания, намираща се от северната страна на устието на река Темза в днешните графства Есекс и Съфолк и включва земи, сега разположени в Голям Лондон.
Малко преди нашествието на Юлий Цезар в Британия през 55 и 54 г. пр.н.е. триновантите са смятани за най-силното племе в Британия.